# Hauula
Hauula és una concentració de població designada pel cens dels Estats Units a l'estat de Hawaii. Segons el cens del 2000 tenia 3.651 habitants.

## Demografia
Segons el cens del 2000, Hauula tenia 3.651 habitants, 891 habitatges, i 734 famílies La densitat de població era de 233,94 habitants per km².
Dels 891 habitatges en un 45,6% hi vivien nens de menys de 18 anys, en un 59,6% hi vivien parelles casades, en un 14,6% dones solteres, i en un 17,6% no eren unitats familiars. En l'11,3% dels habitatges hi vivien persones soles el 4,0% de les quals corresponia a persones de 65 anys o més que vivien soles. El nombre mitjà de persones vivint en cada habitatge era de 4,10 i el nombre mitjà de persones que vivien en cada família era de 4,46.
Per edats la població es repartia de la següent manera: un 36,6% tenia menys de 18 anys, un 10,3% entre 18 i 24, un 26,6% entre 25 i 44, un 19,7% de 45 a 64 i un 6,8% 65 anys o més.
L'edat mediana era de 28,0 anys. Per cada 100 dones hi havia 95,35 homes. Per cada 100 dones de 18 o més anys hi havia 94,04 homes.
La renda mediana per habitatge era de 38.190 $ i la renda mediana per família de 42.813 $. Els homes tenien una renda mediana de 33.125 $ mentre que les dones 24.630 $. La renda per capita de la població era de 12.684 $. Aproximadament el 15,2% de les famílies i el 19,0% de la població estaven per davall del llindar de pobresa.

## Poblacions més properes
El següent diagrama mostra les poblacions més properes.